# 28479 Varlotta
28479 Varlotta este un asteroid din centura principală de asteroizi.

## Descriere
28479 Varlotta este un asteroid din centura principală de asteroizi. A fost descoperit pe 2 februarie 2000 la Socorro, New Mexico, în cadrul proiectului LINEAR. Asteroidul prezintă o orbită caracterizată de o semiaxă mare de 2,29 ua, o excentricitate de 0,09 și o înclinație de 4,5° în raport cu ecliptica.